# Chengavit (métro d'Erevan)
Chengavit (en arménien Գործարանային) est une station de l'unique ligne du métro d'Erevan ; elle est située dans le district de Chengavit à Erevan.

## Situation sur le réseau

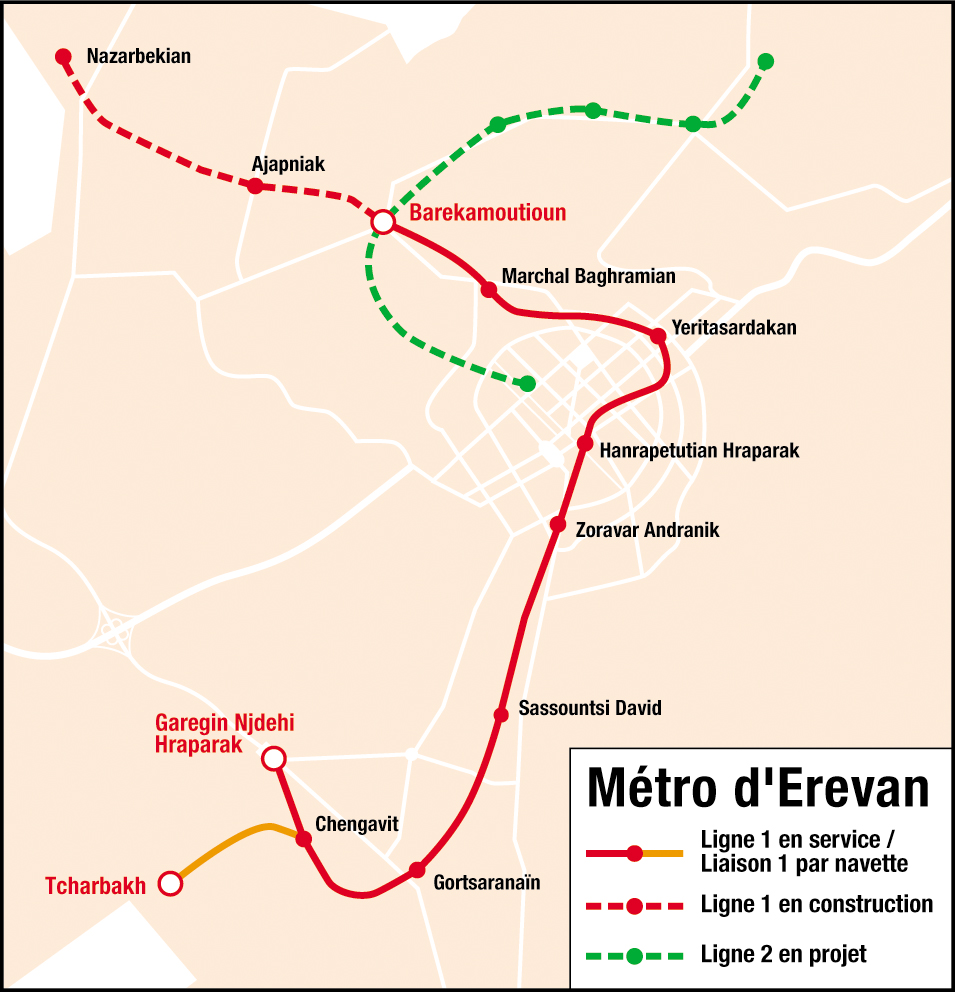
Plan de la ligne.

## Histoire
La station Chengavit est mise en service le 26 décembre 1985.

## La station

### Desserte
Chengavit est desservie par les rames qui circulent sur la ligne et par la navette avec Tcharbakh.